# Skarb ze Skrwilna
Skarb ze Skrwilna – jedno z najcenniejszych znalezisk archeologicznych XX wieku w Polsce, kolekcja dzieł złotniczych i klejnotów pochodzących z przełomu XVI i XVII wieku, należących do Zofii Magdaleny Loki herbu Rogala, ukrytych w czasie potopu szwedzkiego i znalezionych w 1961 r. w Skrwilnie. Wraz z tzw. skarbem z Nieszawy, kolekcja jest eksponowana w Muzeum Okręgowym w Toruniu.

## Historia
27 maja 1961 roku na terenie grodziska w Skrwilnie, w trzecim dniu prac wykopaliskowych, w płytkim, ok. 50-cm wykopie, znaleziono resztki drewnianej skrzyni, a następnie wiele przedmiotów ze złota i srebra. Główną część skarbu ze Skrwilna (można go oglądać w salach staromiejskiego ratusza w Toruniu) stanowi biżuteria męska i żeńska oraz kolekcja wyrobów rzemiosła artystycznego (zastawa stołowa, lichtarze, nożyce etc.), stojące na wysokim poziomie sztuki złotniczej. Znalezione przedmioty (m.in. najcenniejszy – wisior z syreną) są ozdobione kamieniami szlachetnymi: diamentami, rubinami, szmaragdami, szafirami i turkusami, a ponadto 51 perłami. O skali i wartości skarbu świadczy również to, że wyroby ze złota ważą ponad 2 kg, a przedmioty srebrne to ok. 5 kg kruszcu oraz fakt, że skarb ten, do momentu znalezisk ze Środy Śląskiej uważany był za skarb 1000-lecia. Na podstawie herbów znajdujących się na przedmiotach ze skarbu możliwe było zidentyfikowanie jego właścicieli. Byli nimi: Stanisław Piwo, podczaszy płocki oraz jego żona: Zofia Loka herbu Rogala, właściciele dóbr okalewskich, oddalonych o ok. 4 km od grodziska, na którym został zakopany ich majątek. Niektórzy (np. R. Piotrowski; Rypin 1997; Skrwilno od czasów najdawniejszych do 1945 r.) przypisują zakopanie skarbu Zofii Piwo, która miała wybrać powyższe miejsce razem z księdzem Walerianem Cząpskim, wikariuszem skrwileńskim, który został później zamordowany przez Szwedów (w ówczesnym kościele parafialnym) za niewskazanie drogi do miejsca zdeponowania naczyń liturgicznych (wpis w kronice parafialnej z 1658 r.). Fascynującą i jednocześnie już pewnie nigdy nie odkrytą tajemnicą pozostanie poznanie motywów wybrania właśnie tego miejsca do ukrycia znacznego majątku. Może było ono uznawane za nawiedzone lub przeklęte? Za potwierdzeniem takich hipotez mogą posłużyć relacje z początku XIX mówiące, iż miejsce to jest nawiedzone, i „wedle okopów szwedzkich znajdują się >miejsca kości<”… Warto za Atlasem Geograficznym Królestwa Polskiego i Innych Krajów Słowiańskich odnotować, że nad jeziorem Skrwileńskim znajdują się „kości starożytne, popalone w popielnicach złożone”.

## Galeria

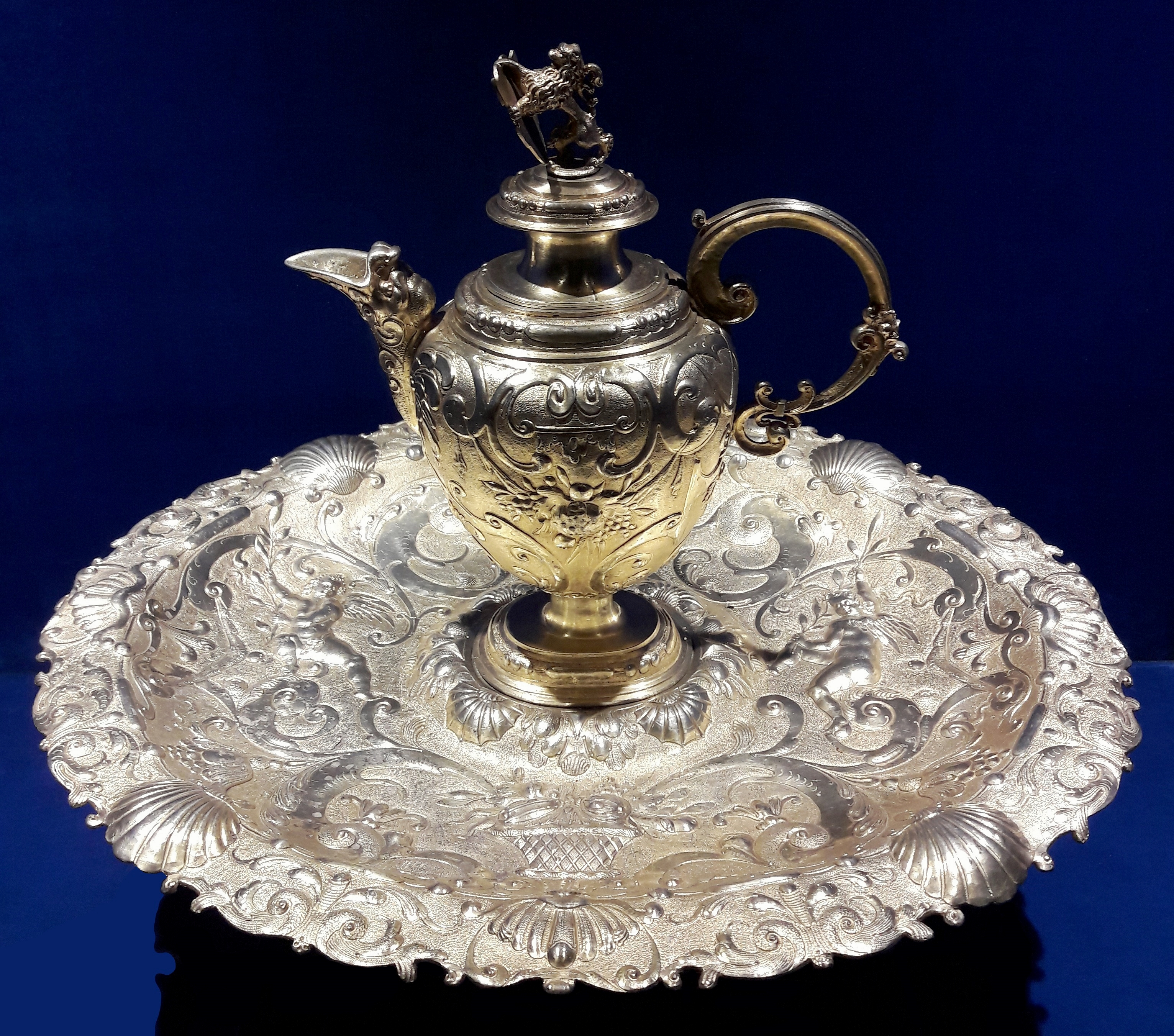
Srebrny zestaw do mycia rąk Jana Loki, starosty borzechowskiego, ojca Zoffi, wykonany w Augsburgu przez Balthasara Grilla, 1615-17
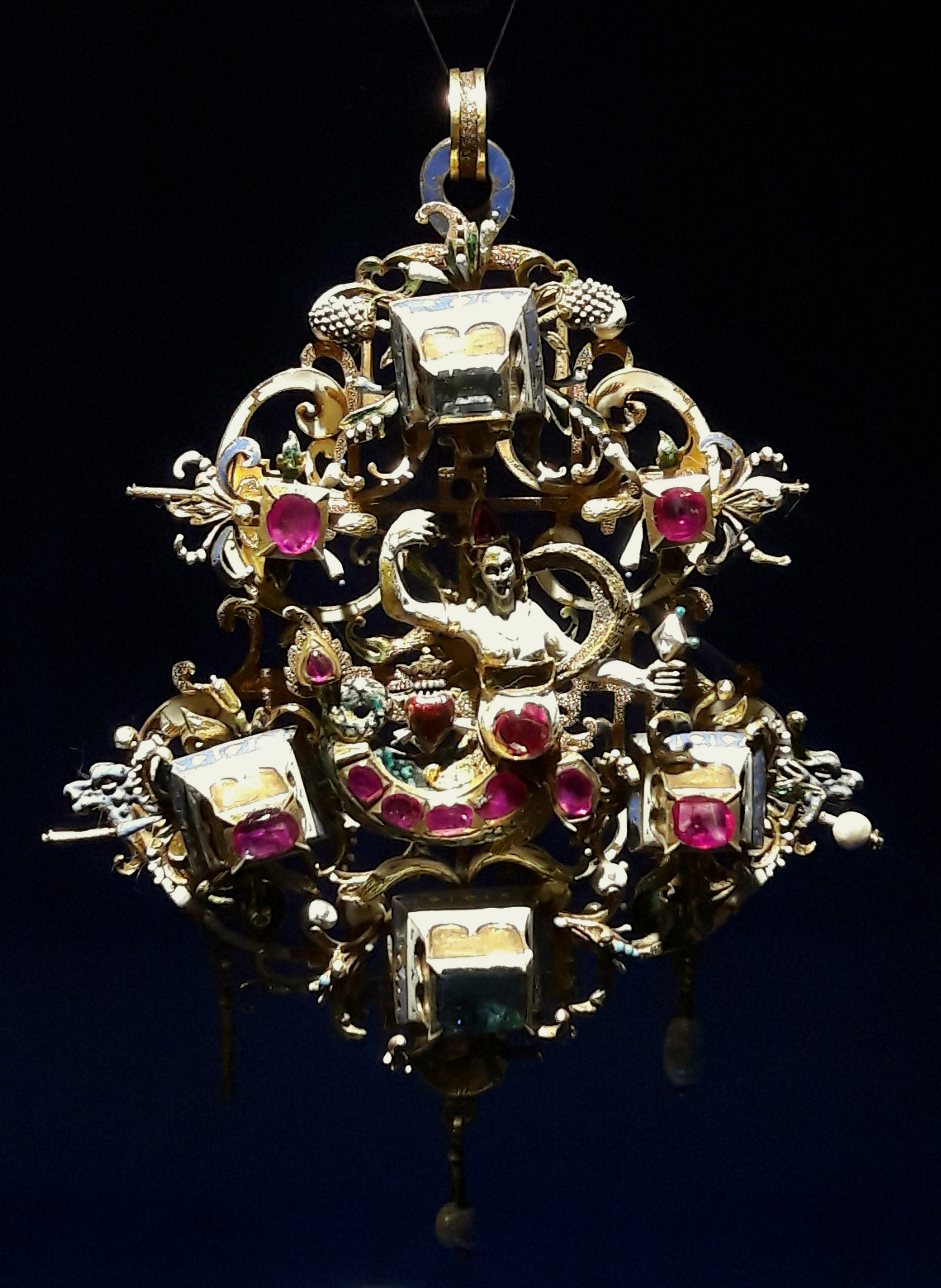
Złote zawieszenie z figurą Fortuny, wykonane w Siedmiogrodzie lub Polsce, przełom XVI i XVII wieku
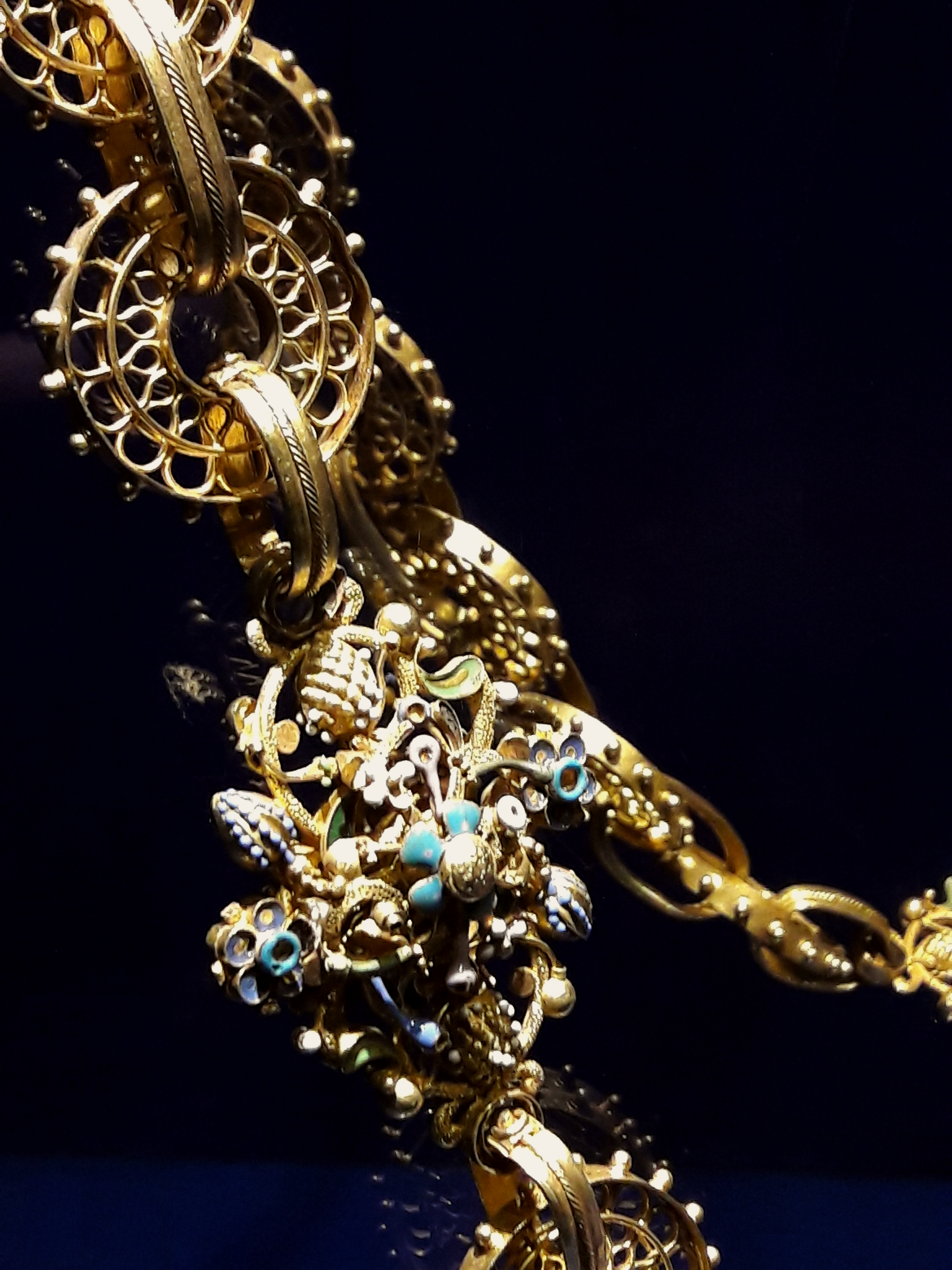
Złoty łańcuch kameryzowany, wykonany w Niemczech lub Polsce, ok. 1600 r.
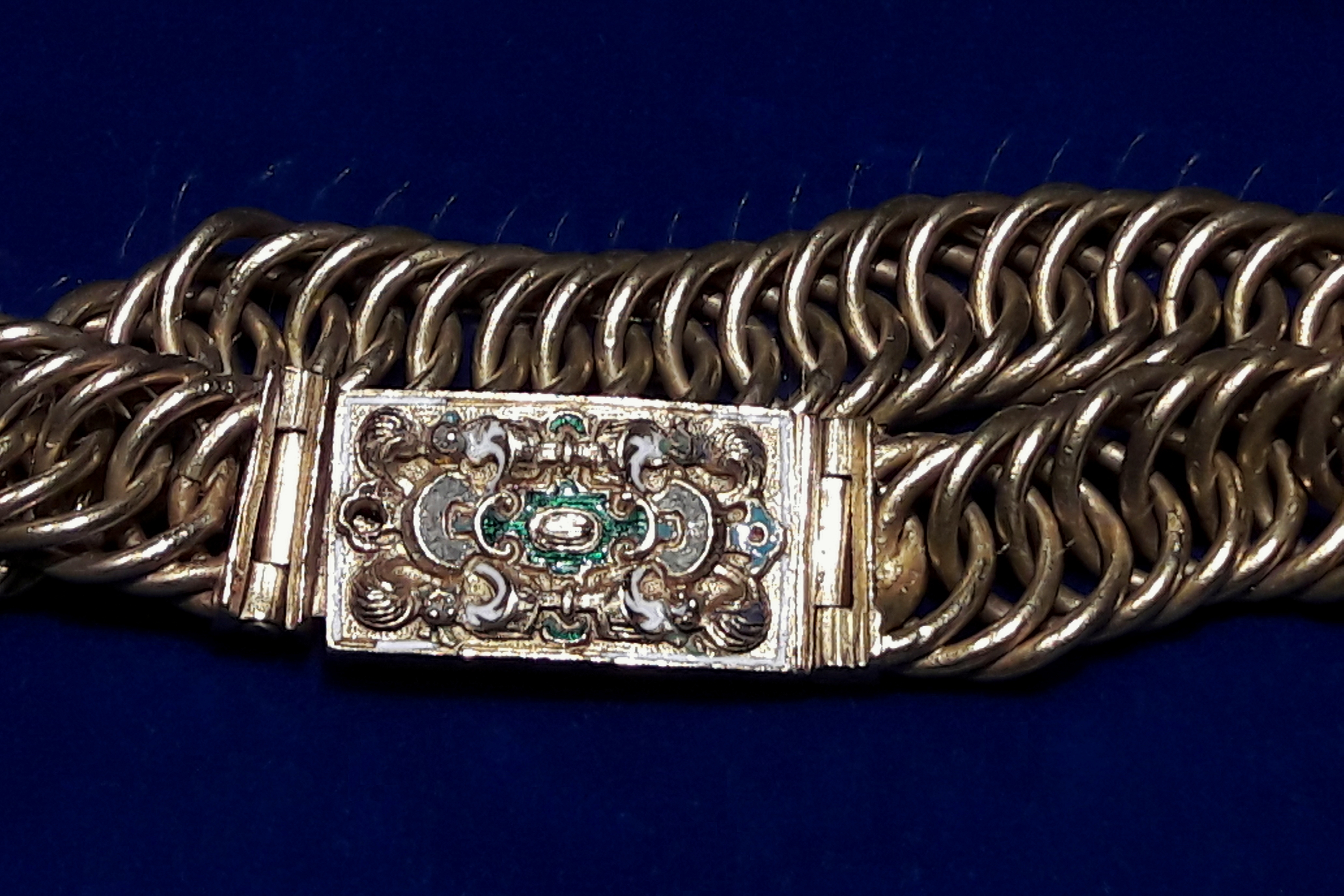
Bransoleta ze stylizowanym kartuszem, wykonana w Polsce, pierwsza ćwierć XVII wieku